# Jaap Penraat
Jaap Penraat (né le 11 avril 1918 à  Amsterdam et  mort le 25 juin 2006 à Catskill) est un designer et architecte d’intérieur néerlandais qui s’est illustré dans la résistance intérieure aux Pays-Bas, en sauvant des Juifs durant la Seconde Guerre mondiale . Le 11 juin 1988, le mémorial de Yad Vashem a reconnu Jaap Penraat comme « Juste parmi les nations ».

## Biographie

### Profession
Jaap Penraat fut architecte d’intérieur, designer et sculpteur, d’abord aux Pays-Bas puis aux États-Unis où il émigra avec sa famille en 1958. Tant aux Pays-Bas qu'aux États-Unis, il acquit une grande notoriété notamment en tant que designer. Il a fait par exemple le design des trolley-bus d'Amsterdam et du moulin à café hollandais lors de la Foire internationale de New York 1964-1965.

### Son activité de résistant
Penraat ne s’est exprimé que très tardivement, à la fin de sa vie, sur son activité de résistant.
Lors d’interviews, il a attribué ses actions à une indépendance d’esprit qu’il avait acquise, dans son enfance, à Amsterdam, au contact de ses parents libre-penseurs, agissant selon leurs convictions. Après la prise de pouvoir par Hitler en Allemagne, alors qu’il avait 15 ans, il les vit aider des juifs qui avaient trouvé refuge à Amsterdam :
« J’ai été élevé dans une sorte de milieu artistique constitué de gens du monde des arts – des peintres, des artistes, - des intellectuels si vous voulez utiliser ce mot -, qui fuyaient l’Allemagne et qui se retrouvaient dans mon environnement ».

Invité à s'exprimer devant des groupes scolaires ou de seniors, il disait que, quand il était enfant, les voisins juifs pratiquants l'avaient surnommé  « Shabbat goy», car il trouvait normal, déjà, de les aider au moment du shabbat en faisant pour eux des actes que leur religion leur interdit de faire à ce moment, comme d’allumer ou d’éteindre des lumières.

#### «Le faussaire, fabricant de liberté»
Penraat avait 22 ans quand les Allemands ont envahi les Pays-Bas. « Ce qui devait conduire à la mort de plus de 100 000 juifs hollandais commença avec les cartes d’identité exigées par les nazis qui imposèrent l’impression  d’un gros « J » en noir sur les cartes d'identité des juifs », déclara-t-il à Alan Chartock lors d’une interview  radiophonique sur la WAMC.

Aidé par sa formation  en architecture et design, et excellent dessinateur, il commença par supprimer le J sur les cartes des juifs qui vinrent le lui demander, et il poursuivit en fabriquant de fausses cartes. En sus de ses propres compétences, il fut aidé en cela, par le fait que son père avait une imprimerie où il trouva l’encre et les papiers nécessaires. Son père lui apporta aussi son soutien.
Soupçonné, il fut arrêté en 1942 et mis en prison où il fut torturé et soumis à des privations pendant deux mois, ce qui le conduisit à l'antichambre de la mort selon ce qu'il déclara.
Finalement libéré, son expérience de la captivité et le fait que le sort des juifs s'était encore aggravé  renforcèrent sa détermination et l'amenèrent à mettre en application un plan qu'il avait conçu en prison.
Il parvint à se procurer une lettre d’une entreprise de construction allemande et la falsifia en lettre officielle de demande de travailleurs pour la construction du  mur de l’Atlantique, en France. Il la présenta, avec l’assistance d’un ami, Krijn Taconis (nl), aux autorités d’occupation, pour obtenir les autorisations nécessaires pour lui-même et pour des travailleurs de chantier désignés comme tels. Il fallait pour cela que ceux-ci aient l’apparence  de travailleurs manuels, jeunes et en bonne santé.
Il les remettait en France aux réseaux clandestins  qui organisaient leur passage en Espagne, vers Gibraltar. En 20 voyages, il parvint ainsi à déplacer 406 juifs, parmi lesquels un seul mourut, accidentellement, heurté par un train.

Arrêté à nouveau, il réussit à dissimuler ses activités et fut remis en liberté. Il continua son travail de « faussaire fabricant de liberté » jusqu’en 1944, jusqu’à ce qu’il soit contraint de fuir et de se cacher dans un village, s’y nourrissant de betteraves sucrières.

#### La reconnaissance et le témoignage
Après la guerre, Jaap Penraat resta silencieux sur cette période de sa vie. En 1974, le gouvernement hollandais lui attribua une pension de guerre et, plus tard, lui décerna la Croix de la Résistance hollandaise. Le 11 juin 1988, le Mémorial de Yad Vashem le reconnut comme « Juste parmi les nations » et lui envoya un courrier auquel il ne donna pas suite.

Ce sont ses trois filles qui firent pression sur lui pour qu'il fasse état de son activité passée afin que ses petits-enfants en conservent aussi la mémoire. Il fut ainsi amené à s’exprimer, à la fin des années 1990, sur sa vie de résistant et sur le sens de son action. Il donna aussi des interviews à des journalistes auxquels il disait « qu’il n’avait fait que la seule chose décente que la morale imposait et qu’il était en mesure de faire ».

Un de ses amis de longue date, Hudson Talbott, écrivit alors un livre pour enfants retraçant son action, intitulé « Forging Freedom. A live story during holocaust ». Talbott qui le considérait comme « quelqu'un qui fit des choses extraordinaires quand vint son moment de vérité » a déclaré, lors d’une interview, que Penraat s'était aussi fait un plaisir  de « rouler les nazis » .

L'Anti-Defamation League (ADL) Courage to Care Award lui a été décerné à titre posthume le 2 mai 2010.